# Spyker C4

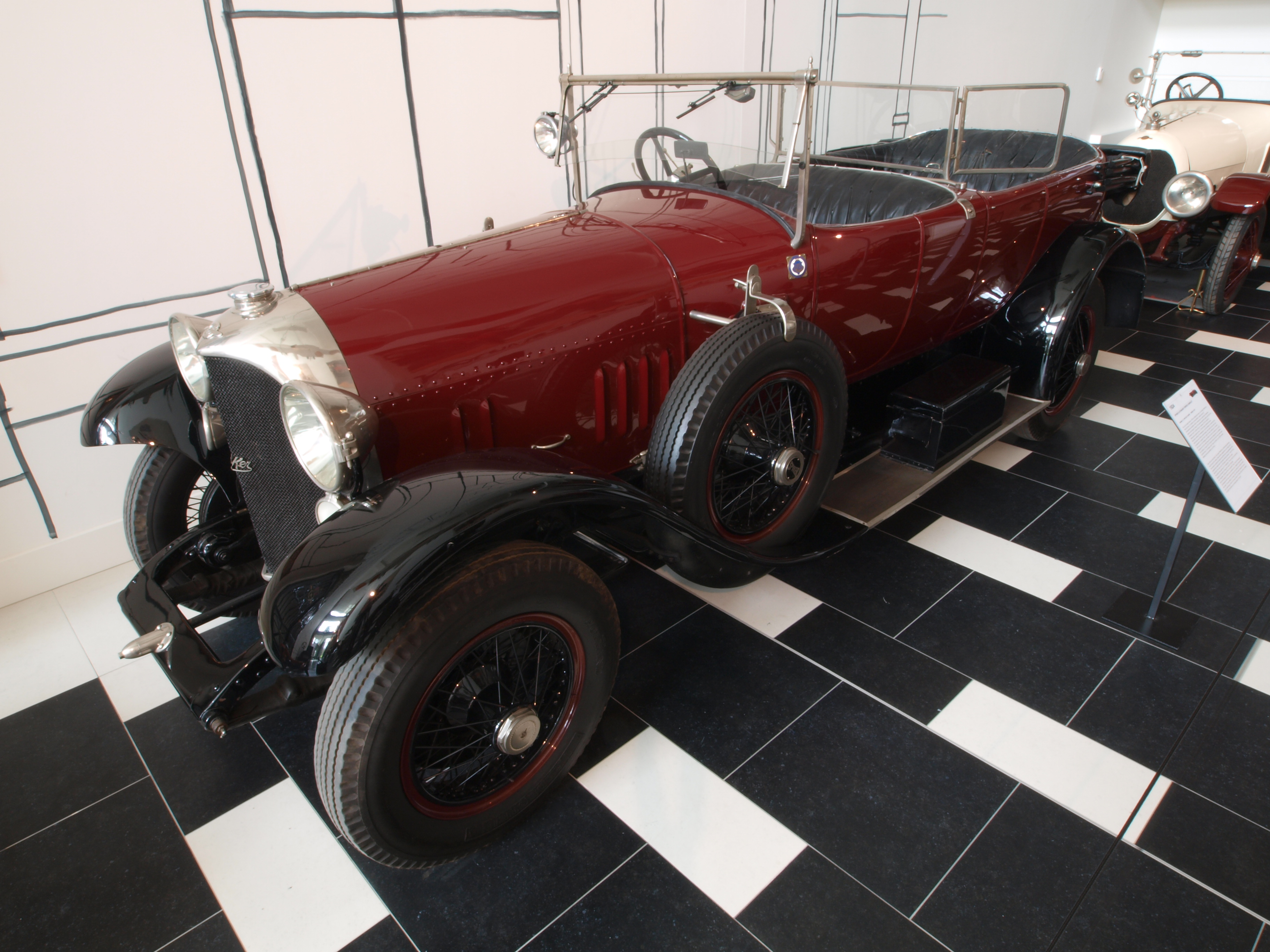
Spyker C4 Standard Torpedo Cabriolet

De Spyker C4 was een auto, gebouwd door de Nederlandse auto- en vliegtuigenbouwer Spyker. Het is de opvolger van de C2. (De C3 is nooit uitgekomen; het is onduidelijk waarom.) In de wagen stak een speciale motor, die door de Duitser Wilhelm Maybach was gebouwd.
De C4 was een dure, krachtige en luxueuze wagen. In 1921 vestigde een exemplaar van deze machine een nieuw uithoudingsrecord: de auto reed, onafgebroken, gedurende 36 dagen, over een afstand van 30.000 kilometer.